# Al final de este viaje
 (février 2017).
Si vous disposez d'ouvrages ou d'articles de référence ou si vous connaissez des sites web de qualité traitant du thème abordé ici, merci de compléter l'article en donnant les références utiles à sa vérifiabilité et en les liant à la section « Notes et références ».
Albums de Silvio Rodríguez
Días y flores
(1975) Mujeres
(1979)
Al final de este viaje (en espagnol, À la fin de ce voyage) est un album de l'auteur-compositeur-interprète cubain Silvio Rodríguez sorti en 1978.
Silvio n'utilise que sa voix et une guitare pour l'enregistrer, et il contient de célèbres chansons composées entre  1968 et 1970 comme Ojalá, Canción del elegido et Óleo de mujer con sombrero.

## Liste des titres
| A1. | Canción del elegido                        | 2:56 |
| A2. | La familia, la propiedad privada y el amor | 3:49 |
| A3. | Ojalá                                      | 3:33 |
| A4. | La era está pariendo un corazón            | 3:11 |
| A5. | Resumen de noticias                        | 3:44 |

| Face B | Face B                         | Face B | Face B | Face B | Face B | Face B | Face B | Face B | Face B |
| No     | Titre                          | Durée  |        |        |        |        |        |        |        |
| ------ | ------------------------------ | ------ | ------ | ------ | ------ | ------ | ------ | ------ | ------ |
| B1.    | Debo partirme en dos           | 4:54   |        |        |        |        |        |        |        |
| B2.    | Óleo de una mujer con sombrero | 2:26   |        |        |        |        |        |        |        |
| B3.    | Aunque no esté de moda         | 3:37   |        |        |        |        |        |        |        |
| B4.    | Qué se puede hacer con el amor | 2:49   |        |        |        |        |        |        |        |
| B5.    | Al final de este viaje         | 3:47   |        |        |        |        |        |        |        |
| 34:45  |                                |        |        |        |        |        |        |        |        |

## Production
- Studio : Sonoland (Madrid, 1978)
- Production : Pedro Orlando
- Prise de son : José Antonio Álvarez Alija